# Trận Ovche Pole
Trận Ovche Pole là trận đánh diễn ra giữa Bulgaria và Serbia trong đệ nhất thế chiến từ ngày 14 tháng 10 đến ngày 15 tháng 11 1915. Mục đích của trận đánh này là ngăn không cho quân Serbia gặp gỡ quân phe Hiệp ước tại Solun. Tập đoàn quân số 2 của Bulgaria bao gồm 3 sư đoàn (Sư đoàn bộ binh 7, 13 và sư đoàn kị binh với 220 pháo) cùng 70 000 quân có nhiệm vụ tiêu diệt quân Serbia tại Macedonia, biên giới Albania và Hi Lạp. Quân Serbia có 3 đến 5 sư đoàn bộ binh với 80 000 quân.
Quân đội Bulgaria đã giành được thắng lợi vô cùng to lớn tại Kumanovo nơi 2 sư đoàn bộ binh 7 và 13 dễ dàng đánh bại quân Serbia. 3 ngày sau đó sư đoàn kị binh của Bulgaria cũng đánh bại cuộc phản công của quân Serbia và chiếm được Veles, Vardar. Quân đội Bulgaria với những thắng lợi liên tiếp đã đạt được kế hoạch ban đầu đề ra.